# Eleições legislativas portuguesas de 1985 no distrito de Beja
| Eleições legislativas portuguesas de 1985 Distritos: Aveiro \| Beja \| Braga \| Bragança \| Castelo Branco \| Coimbra \| Évora \| Faro \| Guarda \| Leiria \| Lisboa \| Portalegre \| Porto \| Santarém \| Setúbal \| Viana do Castelo \| Vila Real \| Viseu \| Açores \| Madeira \| Estrangeiro |

## Resultados por Concelho
Os resultados nos concelhos do Distrito de Beja foram os seguintes:

### Aljustrel
| Partido                 | Partido                       | Votos  | %               | +/-  |
| ----------------------- | ----------------------------- | ------ | --------------- | ---- |
|                         | Aliança Povo Unido            | 4 574  | 54,43 / 100,00  | 2,66 |
|                         | Partido Socialista            | 1 791  | 21,31 / 100,00  | 6,50 |
|                         | Partido Renovador Democrático | 676    | 8,04 / 100,00   | Novo |
|                         | Partido Social Democrata      | 662    | 7,88 / 100,00   | 0,23 |
|                         | União Democrática Popular     | 205    | 2,44 / 100,00   | 1,20 |
|                         | Centro Democrático Social     | 136    | 1,62 / 100,00   | 0,72 |
|                         | Outros                        | 192    | 2,29 / 100,00   |      |
| Votos Inválidos         | Votos Inválidos               | 167    | 1,99 / 100,00   | 0,37 |
| Total                   | Total                         | 8 403  | 100,00 / 100,00 |      |
| Eleitorado/Participação | Eleitorado/Participação       | 10 115 | 83,07 / 100,00  | 2,52 |

### Almodôvar
| Partido                 | Partido                           | Votos | %               | +/-  |
| ----------------------- | --------------------------------- | ----- | --------------- | ---- |
|                         | Partido Socialista                | 2 399 | 41,65 / 100,00  | 2,16 |
|                         | Aliança Povo Unido                | 1 270 | 22,05 / 100,00  | 7,38 |
|                         | Partido Social Democrata          | 1 071 | 18,59 / 100,00  | 1,94 |
|                         | Partido Renovador Democrático     | 485   | 8,42 / 100,00   | Novo |
|                         | Centro Democrático Social         | 102   | 1,77 / 100,00   | 1,30 |
|                         | Partido Socialista Revolucionário | 76    | 1,32 / 100,00   | 0,90 |
|                         | Outros                            | 189   | 3,28 / 100,00   |      |
| Votos Inválidos         | Votos Inválidos                   | 168   | 2,92 / 100,00   | 1,52 |
| Total                   | Total                             | 5 760 | 100,00 / 100,00 |      |
| Eleitorado/Participação | Eleitorado/Participação           | 8 328 | 69,16 / 100,00  | 0,44 |

### Alvito
| Partido                 | Partido                           | Votos | %               | +/-  |
| ----------------------- | --------------------------------- | ----- | --------------- | ---- |
|                         | Aliança Povo Unido                | 727   | 38,40 / 100,00  | 6,69 |
|                         | Partido Social Democrata          | 479   | 25,30 / 100,00  | 9,34 |
|                         | Partido Socialista                | 285   | 15,06 / 100,00  | 9,80 |
|                         | Partido Renovador Democrático     | 234   | 12,36 / 100,00  | Novo |
|                         | Centro Democrático Social         | 28    | 1,48 / 100,00   | 4,71 |
|                         | Partido Socialista Revolucionário | 22    | 1,16 / 100,00   | 0,59 |
|                         | Outros                            | 54    | 2,85 / 100,00   |      |
| Votos Inválidos         | Votos Inválidos                   | 64    | 3,38 / 100,00   | 1,04 |
| Total                   | Total                             | 1 893 | 100,00 / 100,00 |      |
| Eleitorado/Participação | Eleitorado/Participação           | 2 297 | 82,41 / 100,00  | 1,93 |

### Barrancos
| Partido                 | Partido                           | Votos | %               | +/-  |
| ----------------------- | --------------------------------- | ----- | --------------- | ---- |
|                         | Aliança Povo Unido                | 659   | 50,77 / 100,00  | 8,14 |
|                         | Partido Socialista                | 266   | 20,49 / 100,00  | 6,78 |
|                         | Partido Renovador Democrático     | 183   | 14,10 / 100,00  | Novo |
|                         | Partido Social Democrata          | 71    | 5,47 / 100,00   | 0,02 |
|                         | Centro Democrático Social         | 23    | 1,77 / 100,00   | 0,46 |
|                         | Partido Socialista Revolucionário | 18    | 1,39 / 100,00   | 1,01 |
|                         | Outros                            | 30    | 2,31 / 100,00   |      |
| Votos Inválidos         | Votos Inválidos                   | 48    | 3,70 / 100,00   | 0,37 |
| Total                   | Total                             | 1 298 | 100,00 / 100,00 |      |
| Eleitorado/Participação | Eleitorado/Participação           | 1 648 | 78,76 / 100,00  | 4,23 |

### Beja
| Partido                 | Partido                       | Votos  | %               | +/-  |
| ----------------------- | ----------------------------- | ------ | --------------- | ---- |
|                         | Aliança Povo Unido            | 10 378 | 43,91 / 100,00  | 4,76 |
|                         | Partido Socialista            | 4 913  | 20,79 / 100,00  | 6,96 |
|                         | Partido Social Democrata      | 3 622  | 15,32 / 100,00  | 2,60 |
|                         | Partido Renovador Democrático | 2 625  | 11,11 / 100,00  | Novo |
|                         | Centro Democrático Social     | 533    | 2,26 / 100,00   | 2,94 |
|                         | União Democrática Popular     | 372    | 1,57 / 100,00   | 0,24 |
|                         | Outros                        | 522    | 2,21 / 100,00   |      |
| Votos Inválidos         | Votos Inválidos               | 671    | 2,84 / 100,00   | 0,10 |
| Total                   | Total                         | 23 636 | 100,00 / 100,00 |      |
| Eleitorado/Participação | Eleitorado/Participação       | 29 679 | 79,64 / 100,00  | 2,57 |

### Castro Verde
| Partido                 | Partido                           | Votos | %               | +/-  |
| ----------------------- | --------------------------------- | ----- | --------------- | ---- |
|                         | Aliança Povo Unido                | 2 380 | 53,82 / 100,00  | 3,15 |
|                         | Partido Socialista                | 778   | 17,59 / 100,00  | 6,80 |
|                         | Partido Social Democrata          | 491   | 11,10 / 100,00  | 1,64 |
|                         | Partido Renovador Democrático     | 373   | 8,44 / 100,00   | Novo |
|                         | União Democrática Popular         | 77    | 1,74 / 100,00   | 0,46 |
|                         | Centro Democrático Social         | 64    | 1,45 / 100,00   | 0,46 |
|                         | Partido Socialista Revolucionário | 45    | 1,02 / 100,00   | 0,48 |
|                         | Outros                            | 79    | 1,79 / 100,00   |      |
| Votos Inválidos         | Votos Inválidos                   | 135   | 3,05 / 100,00   | 0,48 |
| Total                   | Total                             | 4 422 | 100,00 / 100,00 |      |
| Eleitorado/Participação | Eleitorado/Participação           | 6 342 | 69,73 / 100,00  | 3,99 |

### Cuba
| Partido                 | Partido                           | Votos | %               | +/-  |
| ----------------------- | --------------------------------- | ----- | --------------- | ---- |
|                         | Aliança Povo Unido                | 2 024 | 52,79 / 100,00  | 5,77 |
|                         | Partido Socialista                | 574   | 14,97 / 100,00  | 7,13 |
|                         | Partido Social Democrata          | 493   | 12,86 / 100,00  | 3,55 |
|                         | Partido Renovador Democrático     | 412   | 10,75 / 100,00  | Novo |
|                         | Centro Democrático Social         | 88    | 2,30 / 100,00   | 2,45 |
|                         | Partido Socialista Revolucionário | 40    | 1,04 / 100,00   | 0,84 |
|                         | Outros                            | 99    | 2,58 / 100,00   |      |
| Votos Inválidos         | Votos Inválidos                   | 104   | 2,71 / 100,00   | 0,34 |
| Total                   | Total                             | 3 834 | 100,00 / 100,00 |      |
| Eleitorado/Participação | Eleitorado/Participação           | 4 718 | 81,26 / 100,00  | 4,04 |

### Ferreira do Alentejo
| Partido                 | Partido                           | Votos | %               | +/-  |
| ----------------------- | --------------------------------- | ----- | --------------- | ---- |
|                         | Aliança Povo Unido                | 3 143 | 45,15 / 100,00  | 4,87 |
|                         | Partido Socialista                | 1 623 | 23,32 / 100,00  | 8,13 |
|                         | Partido Renovador Democrático     | 844   | 12,12 / 100,00  | Novo |
|                         | Partido Social Democrata          | 753   | 10,82 / 100,00  | 0,67 |
|                         | Centro Democrático Social         | 111   | 1,59 / 100,00   | 1,21 |
|                         | Partido Socialista Revolucionário | 94    | 1,35 / 100,00   | 0,85 |
|                         | Outros                            | 197   | 2,84 / 100,00   |      |
| Votos Inválidos         | Votos Inválidos                   | 196   | 2,81 / 100,00   | 0,48 |
| Total                   | Total                             | 6 961 | 100,00 / 100,00 |      |
| Eleitorado/Participação | Eleitorado/Participação           | 8 891 | 78,29 / 100,00  | 4,04 |

### Mértola
| Partido                 | Partido                           | Votos | %               | +/-  |
| ----------------------- | --------------------------------- | ----- | --------------- | ---- |
|                         | Aliança Povo Unido                | 3 575 | 55,00 / 100,00  | 2,21 |
|                         | Partido Socialista                | 1 107 | 17,03 / 100,00  | 6,29 |
|                         | Partido Social Democrata          | 625   | 9,62 / 100,00   | 1,68 |
|                         | Partido Renovador Democrático     | 471   | 7,25 / 100,00   | Novo |
|                         | Centro Democrático Social         | 135   | 2,08 / 100,00   | 1,47 |
|                         | Partido Socialista Revolucionário | 84    | 1,29 / 100,00   | 0,72 |
|                         | Outros                            | 222   | 3,41 / 100,00   |      |
| Votos Inválidos         | Votos Inválidos                   | 281   | 4,32 / 100,00   | 0,31 |
| Total                   | Total                             | 6 500 | 100,00 / 100,00 |      |
| Eleitorado/Participação | Eleitorado/Participação           | 9 656 | 67,32 / 100,00  | 4,70 |

### Moura
| Partido                 | Partido                           | Votos  | %               | +/-   |
| ----------------------- | --------------------------------- | ------ | --------------- | ----- |
|                         | Aliança Povo Unido                | 4 322  | 39,84 / 100,00  | 8,60  |
|                         | Partido Renovador Democrático     | 2 127  | 19,61 / 100,00  | Novo  |
|                         | Partido Socialista                | 2 068  | 19,06 / 100,00  | 12,38 |
|                         | Partido Social Democrata          | 1 107  | 10,20 / 100,00  | 1,95  |
|                         | Centro Democrático Social         | 258    | 2,38 / 100,00   | 1,85  |
|                         | Partido Socialista Revolucionário | 175    | 1,61 / 100,00   | 0,85  |
|                         | União Democrática Popular         | 140    | 1,29 / 100,00   | 0,51  |
|                         | Outros                            | 277    | 2,55 / 100,00   |       |
| Votos Inválidos         | Votos Inválidos                   | 375    | 3,46 / 100,00   | 0,59  |
| Total                   | Total                             | 10 849 | 100,00 / 100,00 |       |
| Eleitorado/Participação | Eleitorado/Participação           | 16 215 | 66,91 / 100,00  | 7,69  |

### Odemira
| Partido                 | Partido                           | Votos  | %               | +/-   |
| ----------------------- | --------------------------------- | ------ | --------------- | ----- |
|                         | Aliança Povo Unido                | 7 563  | 42,47 / 100,00  | 6,22  |
|                         | Partido Socialista                | 2 769  | 15,55 / 100,00  | 10,55 |
|                         | Partido Renovador Democrático     | 2 749  | 15,44 / 100,00  | Novo  |
|                         | Partido Social Democrata          | 2 562  | 14,39 / 100,00  | 3,55  |
|                         | Centro Democrático Social         | 535    | 3,00 / 100,00   | 2,35  |
|                         | Partido Socialista Revolucionário | 320    | 1,80 / 100,00   | 1,03  |
|                         | União Democrática Popular         | 247    | 1,39 / 100,00   | 0,51  |
|                         | Outros                            | 456    | 2,57 / 100,00   |       |
| Votos Inválidos         | Votos Inválidos                   | 606    | 3,40 / 100,00   | 1,46  |
| Total                   | Total                             | 17 807 | 100,00 / 100,00 |       |
| Eleitorado/Participação | Eleitorado/Participação           | 24 656 | 72,22 / 100,00  | 3,83  |

### Ourique
| Partido                 | Partido                           | Votos | %               | +/-  |
| ----------------------- | --------------------------------- | ----- | --------------- | ---- |
|                         | Aliança Povo Unido                | 1 823 | 37,73 / 100,00  | 2,26 |
|                         | Partido Social Democrata          | 1 302 | 26,95 / 100,00  | 1,65 |
|                         | Partido Socialista                | 907   | 18,77 / 100,00  | 6,00 |
|                         | Partido Renovador Democrático     | 401   | 8,30 / 100,00   | Novo |
|                         | Centro Democrático Social         | 75    | 1,55 / 100,00   | 1,74 |
|                         | Partido Socialista Revolucionário | 60    | 1,24 / 100,00   | 0,89 |
|                         | Outros                            | 133   | 2,76 / 100,00   |      |
| Votos Inválidos         | Votos Inválidos                   | 131   | 2,71 / 100,00   | 1,09 |
| Total                   | Total                             | 4 832 | 100,00 / 100,00 |      |
| Eleitorado/Participação | Eleitorado/Participação           | 6 691 | 72,22 / 100,00  | 3,82 |

### Serpa
| Partido                 | Partido                       | Votos  | %               | +/-  |
| ----------------------- | ----------------------------- | ------ | --------------- | ---- |
|                         | Aliança Povo Unido            | 6 147  | 50,04 / 100,00  | 0,06 |
|                         | Partido Socialista            | 2 559  | 20,83 / 100,00  | 6,03 |
|                         | Partido Social Democrata      | 1 695  | 13,80 / 100,00  | 0,41 |
|                         | Partido Renovador Democrático | 860    | 7,00 / 100,00   | Novo |
|                         | Centro Democrático Social     | 271    | 2,21 / 100,00   | 1,40 |
|                         | Outros                        | 455    | 3,70 / 100,00   |      |
| Votos Inválidos         | Votos Inválidos               | 298    | 2,43 / 100,00   | 0,53 |
| Total                   | Total                         | 12 285 | 100,00 / 100,00 |      |
| Eleitorado/Participação | Eleitorado/Participação       | 16 809 | 73,09 / 100,00  | 4,64 |

### Vidigueira
| Partido                 | Partido                           | Votos | %               | +/-  |
| ----------------------- | --------------------------------- | ----- | --------------- | ---- |
|                         | Aliança Povo Unido                | 2 047 | 45,11 / 100,00  | 5,10 |
|                         | Partido Socialista                | 720   | 15,87 / 100,00  | 9,93 |
|                         | Partido Renovador Democrático     | 663   | 14,61 / 100,00  | Novo |
|                         | Partido Social Democrata          | 617   | 13,60 / 100,00  | 1,30 |
|                         | Centro Democrático Social         | 112   | 2,47 / 100,00   | 1,39 |
|                         | União Democrática Popular         | 73    | 1,61 / 100,00   | 0,94 |
|                         | Partido Socialista Revolucionário | 58    | 1,28 / 100,00   | 0,48 |
|                         | Outros                            | 90    | 1,98 / 100,00   |      |
| Votos Inválidos         | Votos Inválidos                   | 158   | 3,48 / 100,00   | 1,05 |
| Total                   | Total                             | 4 538 | 100,00 / 100,00 |      |
| Eleitorado/Participação | Eleitorado/Participação           | 5 916 | 76,71 / 100,00  | 1,82 |